# Daeg Faerch
Daeg Faerch, född 1995 är en kanadensisk skådespelare. Han är bland annat känd för sin roll som Michael Myers som ung i filmen Halloween. Han är även med i filmen Hancock.

## Fotnoter
1. ↑  Česko-Slovenská filmová databáze, 2001, ČSFD person-ID: 35557.[källa från Wikidata]